# 존 P. 라이언

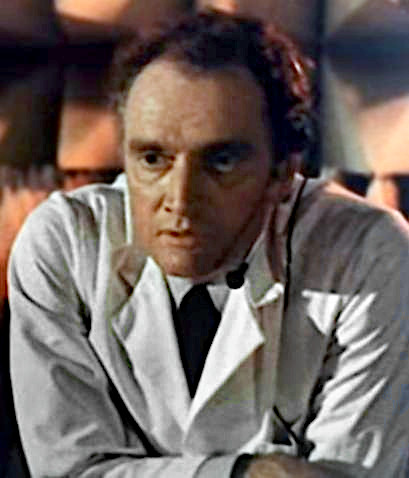

존 P. 라이언(John P. Ryan, 1936년 7월 30일 ~ 2007년 3월 20일)은 미국의 배우, 텔레비전 배우이다.
뉴욕에서 태어났으며 로스앤젤레스에서 사망하였다. 사인은 뇌졸중이다.

## 영화
- 바운드 (1996년)
- 톨 테일 (1995년)
- 스피더 (1994년)
- 배트맨 - 유령의 마스크 (1993년)
- 스타 타임 (1992년)
- 호파 (1992년)
- 아메리칸 사이보그 (1992년)
- 화이트 샌드 (1992년)
- 카우보이의 복수 (1991년)
- 델타 포스 2 (1990년)
- 불멸의 열정 (1989년)
- 폭력 교실 1999 (1989년)
- 베스트 오브 더 베스트 (1989년)
- 페이탈 뷰티 (1987년)
- 3시의 결투 (1987년) - 미스터 오루크 역
- 처단자 (1987년)
- 데스 위시 4 (1987년)
- 성난 사자 (1986년)
- 텍사스의 풍운아 (1986년)
- 폭주 기관차 (1985년) - 랭켄 역
- 커튼 클럽 (1984년)
- 필사의 도전 (1983년)
- 브레드레스 (1983년)
- 이스케이프 아티스트 (1982년)
- 포스트맨은 벨을 두 번 울린다 (1981년) - 케네디 역
- 노아의 불시착 (1980년)
- 악마의 자식들 (1978년)
- 킬 미 이프 유 캔 (1977년)
- 배신의 그림자 (1977년)
- 퓨처월드 (1976년)
- 미주리 브레이크 (1976년)
- 그것은 살아있다 (1974년)
- 딜린저 (1973년)
- 샤머스 (1973년) - 하드코어 역
- 킹 오브 마빈 가든스 (1972년)
- 타이거 메이크 아웃 (1967년)
- FBI (1965년)